# Polincove
Polincove è un comune francese di 775 abitanti situato nel dipartimento del Passo di Calais nella regione dell'Alta Francia.
Il territorio comunale è bagnato dal fiume Hem.

## Società

### Evoluzione demografica
Abitanti censiti